# Znak plus-minus
Znak plus-minus (±) jest symbolem o wielu znaczeniach.
- W matematyce – zazwyczaj oznacza wybór dokładnie dwóch wartości, z których jedną można uzyskać poprzez dodawanie, a drugą poprzez odejmowanie[1][2].
- W naukach eksperymentalnych – oznacza przedział ufności lub rachunek błędów w pomiarze (m.in.: błąd standardowy oraz odchylenie standardowe)[3]. Może również przedstawiać odczytywalny przedział wartości.
- W inżynierii – oznacza tolerancję, będącą przedziałem wartości uznawanych za akceptowalne, bezpieczne lub zgodne z ustalonym standardem lub kontraktem[4].
- W botanice – używany w opisach morfologicznych, oznacza „mniej więcej”.
- W chemii – używany do mieszanin racemicznych[5].
- W szachach – oznacza widoczną przewagę białych; znak ∓ oznacza widoczną przewagę czarnych[6].

## Historia
Wersja znaku plus-minus, łącznie z francuskim słowem ou („lub”), była użyta przez matematyka Alberta Girarda w 1626 roku. Współczesna forma była użyta już w 1631 roku w Clavis Mathematicae Williama Oughtreda.

## Użycie

### Matematyka
We wzorach matematycznych znak ± może zostać zastosowany jako zastępstwo znaków + i -. Pozwala to przedstawić dwie wartości lub równania naraz.
Przykładowo, jednym ze sposobów na zapisanie wyniku równania {\displaystyle x^{2}=9,} może być {\displaystyle x=\pm 3.} Oznacza to, że równanie ma dwa rozwiązania, które można otrzymać poprzez zastąpienie {\displaystyle x=\pm 3} przez {\displaystyle x=+3} lub {\displaystyle x=-3.} Tylko jedno z tych dwóch zastąpionych równań jest prawdziwe dla dowolnego prawidłowego rozwiązania.
Użycie tego typu notacji można zobaczyć we wzorze na miejsce zerowe funkcji kwadratowej:
{\displaystyle x={\frac {-b\pm {\sqrt {b^{2}-4ac}}}{2a}}.}
Opisuje on dwa rozwiązania równania kwadratowego: {\displaystyle ax^{2}+bx+c=0.}
Również tożsamość trygonometryczna:
{\displaystyle \sin(A\pm B)=\sin(A)\cos(B)\pm \cos(A)\sin(B)}
może być zinterpretowana jako skrót dla dwóch równań: jednego z + po obu stronach równania, oraz jednego z - po obu stronach równania. Obie kopie znaku ± w tej tożsamości muszą być zastąpione w ten sam sposób: nie można zamienić jednego z nich na +, a drugiego na -. W przeciwieństwie do funkcji kwadratowej, oba równania tożsamości są tak samo poprawne.
Znak minus-plus (∓) jest zazwyczaj używany w połączeniu ze znakiem ±, w wyrażeniach takich jak: {\displaystyle x\pm y\mp z}
- {\displaystyle x\pm y\mp z} może oznaczać {\displaystyle x+y-z} oraz {\displaystyle x-y+z}

- {\displaystyle x\pm y\mp z} nie może oznaczać {\displaystyle x+y+z} oraz {\displaystyle x-y-z}
- {\displaystyle x\pm y\mp z} można zapisać jako {\displaystyle x\pm (y-z),} aby uniknąć nieporozumienia, jednak w przypadku tożsamości najlepiej używać znaku ∓

Przykładowo: {\displaystyle \cos(A\pm B)=\cos(A)\cos(B)\mp \sin(A)\sin(B)}
reprezentuje dwa równania:
{\displaystyle \cos(A+B)=\cos(A)cos(B)-\sin(A)\sin(B),}
{\displaystyle \cos(A-B)=\cos(A)cos(B)+\sin(A)\sin(B).}
Innym przykładem, w którym pojawia się znak ∓, jest: {\displaystyle x^{3}\pm 1=(x\pm 1)(x^{2}\mp x+1).}
Jeszcze jedno pokrewne zastosowanie można zauważyć we wzorze na sinus szeregu Taylora:
{\displaystyle \sin(x)=x-{\frac {x^{3}}{3!}}+{\frac {x^{5}}{5!}}-{\frac {x^{7}}{7!}}+\dots \pm {\frac {1}{(2n+1)!}}x^{2n+1}+\dots }
W tym przypadku znak ± zaznacza, że termin może być dodany lub ujęty, w zależności od tego czy {\displaystyle n} jest parzyste, czy nieparzyste. Innym sposobem zapisania tego samego wzoru byłoby pomnożenie każdego elementu przez {\displaystyle (-1)^{n}.}

### Statystyka
Znak ± używany jest najczęściej przy przybliżonym przedstawianiu wartości liczbowej ilości, razem z jej tolerancją lub ze statystycznym marginesem błędu. Przykładowo, {\displaystyle 5{,}7\pm 0{,}2} może znajdować się w dowolnym miejscu w zakresie od 5,5 do 5,9. W użyciu naukowym, ± odnosi się czasem do prawdopodobieństwa znalezienia się w podanym przedziale, odpowiadającym 1 lub 2 odchyleniom standardowym (68,3% lub 95,4% prawdopodobieństwo w rozkładzie Gaussa).
Operacje zawierające niepewne wartości powinny dążyć do zatrzymania niepewności, aby unikać propagacji błędu.

### Szachy
Symbole ± oraz ∓ są używane w notacji szachowej aby określić przewagę białych lub czarnych. Zazwyczaj używane są one do pokazania większej przewagi, niż w przypadku użycia + i −.

## Kodowanie i wpisywanie
|                                       | ±                        | ∓                           |
| ISO 8859-1, -7, -8, -9, -13, -15, -16 | U+00B1 ± PLUS-MINUS SIGN | U+2213 ∓ MINUS-OR-PLUS SIGN |
| Unikod                                | code 0xB1hex             |                             |
| HTML                                  | &plusmn; &#177;          | &#x2213; &#8723;            |
| TeX                                   | \pm                      | \mp                         |

| Windows   | Alt+241 lub Alt+017 | numery wpisywane za pomocą klawiatury numerycznej           |
| Macintosh | ⌥ Option+⇧ Shift+=  | znak równości wpisywany za pomocą klawiatury nienumerycznej |
| Unix      | Compose,+,-         |                                                             |
| AutoCAD   | %%p                 | skrót klawiszowy                                            |

## Podobne znaki
Symbol plus-minus przypomina chińskie znaki 土 („ziemia”) oraz 士 („uczeń”; „kawaler”).